# 喬治六世冰架

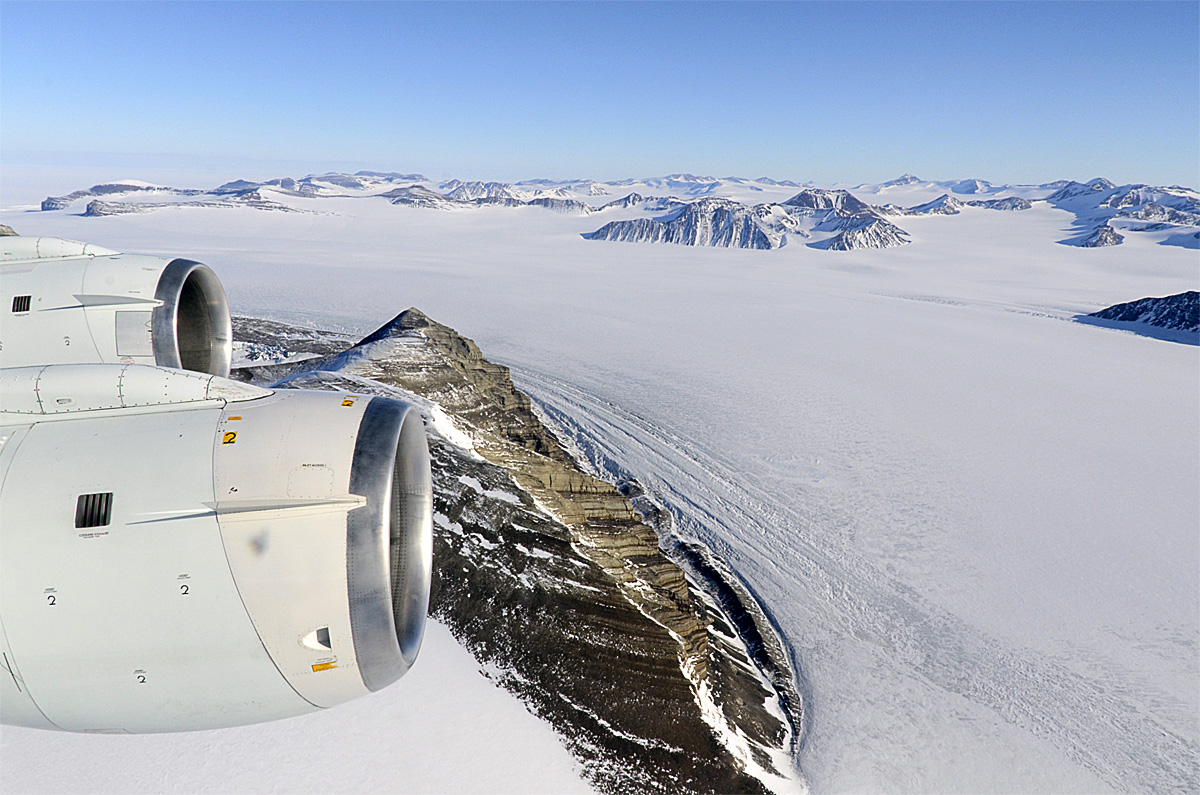

71°45′S 68°00′W / 71.750°S 68.000°W
喬治六世冰架（
英語：）是南極洲的冰架，位於南極大陸西部喬治六世海峽，分隔亞歷山大一世島和帕爾默地，面積超過23,880平方公里，是南極洲第八大冰架。